# Luigi Illica

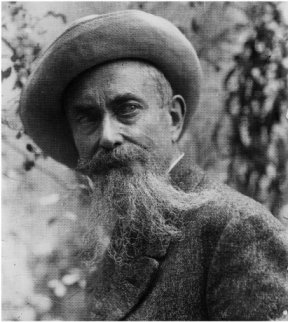
Luigi Illica

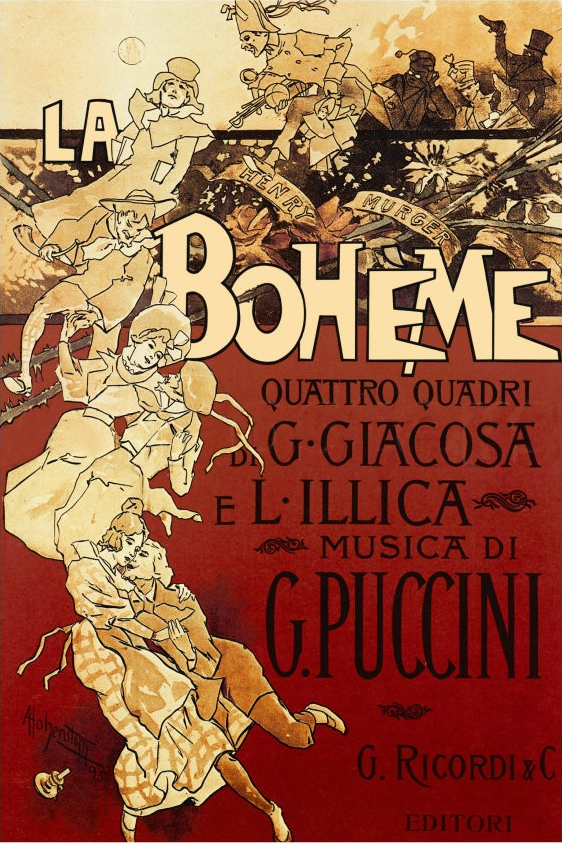
Luigi Illica als Librettist von La Bohème

Luigi Illica (* 9. Mai 1857 in Castell’Arquato bei Piacenza; † 16. Dezember 1919 in Colombarone bei Pesaro) war ein italienischer Librettist, der, gewöhnlich zusammen mit Giuseppe Giacosa, für Giacomo Puccini, Alfredo Catalani, Umberto Giordano (Siberia), Pietro Mascagni, Alberto Franchetti und andere wichtige italienische Komponisten schrieb. Seine berühmtesten Opernlibretti sind die von La Bohème, Tosca, Madama Butterfly und Andrea Chénier.
Illicas Privatleben imitierte manchmal seine Libretti. Da er bei einem Duell um eine Frau sein rechtes Ohr verlor, wurde er für gewöhnlich mit einem Hut fotografiert, den er leicht seitlich auf dem Kopf trug.
Auf den Werbeplakaten der Stummfilme, die auf seinen Geschichten beruhten, prangte sein Name stets in großen Lettern, da die Veranstalter nicht die Verwendung der Musik, wohl aber der Erzählungen garantieren konnten.